# Нотный кризис
Нотный кризис (фин. Noottikriisi) — эпизод в истории дипломатических отношений между СССР и Финляндией, вызванный дипломатической нотой Советского Союза к Финляндии от 30 октября 1961 года.
Сославшись на напряженность в международных отношениях, вызванную Берлинским кризисом 1961 года, и опираясь на советско-финский Договор о дружбе 1948 года, Советский Союз потребовал провести военные консультации с целью усиления обороны от ожидаемой агрессии со стороны стран Запада. Такие консультации угрожали втянуть Финляндию, вопреки ее нейтральному статусу, в противостояние военных блоков. Президенту Финляндии Урхо Кекконену удалось уладить кризис благодаря хорошим отношениям с советским руководителем Никитой Хрущёвым: на личных переговорах в Новосибирске 24 ноября он убедил Хрущёва отказаться от выдвинутых требований. Среди прочего, кризис привел к распаду союза оппозиционных партий, пытавшихся помешать переизбранию Кекконена на выборах 1962 года.
Среди историков остается открытым вопрос об истинных мотивах дипломатической ноты: было ли ее подлинным предназначением повлиять на внутреннюю политику Финляндии либо Кекконен вступил в сговор с советским руководством ради собственного переизбрания.

## Предыстория
Дипломатический кризис 1961 года произошел на фоне важных событий во внутренней политике Финляндии и в мире. Советский Союз считал президента Финляндии с 1956 года Урхо Кекконена олицетворением добрососедских отношений между двумя странами. Однако казалось, что переизбрание Кекконена на выборах 1962 года не гарантировано, поскольку против него был создан широкий оппозиционный блок, сплотившийся вокруг единого кандидата. В то же время международные отношения существенно обострились, особенно в отношении статуса Германии и Берлина. Этот конфликт, несмотря на политику нейтралитета, имел для Финляндии особое значение: советско-финским договором о дружбе 1948 года было предусмотрено проведение военных консультаций в случае, если Советскому Союзу угрожало вторжение со стороны Германии или ее союзников.

### Советско-финские послевоенные отношения и договор о дружбе
После Второй мировой войны, при президенте Юхо Кусти Паасикиви, политика Финляндии по отношению к Советскому Союзу претерпела большие перемены. По мнению Паасикиви, после проигранной войны безопасность Финляндии должна была опираться не на военную силу, а на политику дружбы с крупными соседями и учета их интересов безопасности. Эта политика добрососедства, которая получила название «Линии Паасикиви», усиливалась за счет желания народа проводить политику нейтралитета и получить признание нейтрального статуса со стороны обоих военно-политических блоков.
Когда в 1948 году были заключены договоры о дружбе с Венгрией и Румынией, предусматривающие совместное отражение возможной германской агрессии, Иосиф Сталин предложил заключить подобный договор и правительству Финляндии. В ходе переговоров, на которые существенно повлиял Урхо Кекконен, будущий преемник Паасикиви на посту президента Финляндии, была достигнута договоренность, что в договоре будут учтены стратегические интересы Советского Союза, но без оформления военного союза. Договор о дружбе, сотрудничестве и взаимной помощи, подписанный в Москве 6 апреля 1948 года, в первых двух статьях содержал условия военного сотрудничества.
В статье 1 Финляндия обязалась в случае нападения «со стороны Германии или любого союзного с ней государства» на Финляндию или, через ее территорию, на Советский Союз обороняться всеми имеющимися силами. Советский Союз обязался оказать Финляндии «необходимую помощь, о предоставлении которой Стороны договорятся друг с другом». Статья 2 гласила:
Высокие Договаривающиеся Стороны будут консультироваться друг с другом в случае констатирования угрозы военного нападения, предусмотренного в статье 1.
Несмотря на сформулированные условия, финское общество беспокоилось, что они поставят под угрозу политику нейтралитета. С другой стороны, этот договор закладывал надежный фундамент в отношениях между двумя странами и стал неотъемлемой составляющей международной политики Финляндии.
В 1956 году Урхо Кекконен был избран президентом страны и сменил Юхо Кусти Паасикиви. Кекконен еще больше развил элемент нейтралитета в международных отношениях страны в послевоенный период и взял нейтральный статус за основу своей внешней политики. Вдобавок он высказался в пользу поддержки хороших личных отношений с советским руководством ради формирования двусторонних отношений. В течение первого шестилетнего срока пребывания на посту президента ему удалось установить тесные, даже дружеские, отношения с первым секретарем ЦК КПСС, а с 1958 года также председателем Совета министров СССР Никитой Хрущёвым. В начале 1959 года кризис в двусторонних отношениях, известный под названием «ночных заморозков», продолжавшийся с лета 1958 года, был преодолен после личных переговоров двух лидеров; так же был преодолен кризис в 1960 году, возникший из-за получения Финляндией статуса ассоциированного члена ЕАСТ.

### Положение Кекконена и предвыборная коалиция
Кекконен сделал внешнюю политику приоритетом своей кампании, а основным элементом внешней политики стало поддержание хороших отношений с Советским Союзом. На момент кризиса «ночных заморозков» правительство Финляндии было сформировано широкой коалицией партий, среди которых были критически относившиеся к Советскому Союзу или, по крайней мере, считавшиеся таковыми. В конце 1958 года правительство столкнулось с мощным политическим и экономическим давлением со стороны Советского Союза. С тех пор Кекконен заботился о том, чтобы в правящую коалицию входили лишь «внешнеполитически дееспособные» партии. Одна за другой формировались недолговечные правящие коалиции меньшинства во главе с центристами или даже внефракционными депутатами.
В начале 1961 года недовольные политикой Кекконена политические партии решили объединить усилия и выдвинуть единым кандидатом в президенты на президентских выборах 1962 года министра юстиции Олави Хонка. Эта коалиция, так называемый Союз Хонка, включала партии, которых кроме оппозиции к Кекконену объединяло весьма немногое: Социал-демократическую партию, правоконсервативную Национальную коалицию, Шведскую народную партию, мелкую либеральную Финскую народную партию и Финскую партию мелких земледельцев, отколовшуюся от Аграрного союза. В свою очередь, Кекконен мог рассчитывать на поддержку Аграрного союза, прокоммунистического Демократического союза народа Финляндии и Социал-демократического союза рабочих и мелких земледельцев, отколовшегося от социал-демократов. Кроме того, не все члены Союза Хонка были верны взятым обязательствам, можно было ожидать голосов отдельных членов в поддержку Кекконена.
Участники Союза Хонка уверяли, что борьба против Кекконена будет происходить исключительно во внутренней политике. Смена внешней политики страны не предвиделась. Однако в советской печати незамедлительно началась критика Хонка — так, «Известия» писали:
Главная цель таннеровцев и их союзников – правых, несмотря на словесную маскировку, заключается в том, чтобы изменить внешнеполитический курс страны.
Советские дипломаты также не скрывали своего отношения к Хонка и демонстративно отказались от каких-либо контактов с ним.

### Напряженность в международных отношениях и Берлинский кризис
Летом и осенью 1961 года напряженность в отношениях между военно-политическими блоками времен холодной войны стремительно достигла новой высоты. Берлинский кризис, разразившийся в 1958 году, стал темой переговоров Никиты Хрущёва и только что избранного президента США Джона Кеннеди в Вене в июне 1961 года. По мнению Хрущёва, ФРГ воспользовалась отсутствием мирного договора для перевооружения и вступления в НАТО, что повышало угрозу начала новой мировой войны. Хрущёв настаивал на заключении мирного договора с Германией и установлении особого статуса для Западного Берлина и пригрозил в одностороннем порядке заключить мирный договор с ГДР, если страны Запада и дальше будут мешать заключению общего договора.
В июльском выступлении по телевидению Кеннеди заявил, что статус Берлина не подлежит обсуждению. В то же время обе стороны продолжали наращивание своих вооруженных сил. Поскольку все больше жителей ГДР под давлением эскалации напряженности бежали в Западный Берлин, 13 августа Народная Армия возвела барьеры, которые впоследствии были достроены в Берлинскую стену. США существенно усилили военное присутствие в Берлине, СССР пригрозил установлением воздушной блокады и 1 сентября начал серию испытаний ядерного оружия. 27 октября произошла прямая конфронтация на КПП «Чарли», когда по обе стороны границы встало 10 советских и американских танков. Лишь только через 16 часов игры на нервах танки были отозваны на базы.

## Течение дипломатического кризиса

### Дипломатическая нота от 30 октября 1961 года
28 октября 1961 года, когда еще происходило танковое противостояние в Берлине, Министерство иностранных дел СССР вызвало посла Финляндии Ээро Вуори на беседу утром понедельника 30 октября. На этой встрече министр иностранных дел Андрей Громыко вручил послу дипломатическую ноту для правительства Финляндии.
Документ объемом в десять страниц подробно описывал угрозы, возникшие из-за «милитаризма и реваншизма» ФРГ, особенно в районе Балтийского моря. Заявлялось, что ФРГ восстановила мощную армию, руководство которой захватили «гитлеровские генералы». Под флагом НАТО они стремятся получить в свок распоряжение термоядерное оружие. Бундесвер уже расширил сферу влияния на Данию и Норвегию, где были созданы опорные пункты. После перевода штаба флота ФРГ во Фленсбург центр внимания был перенесен с Северного моря на Балтийское.
Далее в ноте было отмечено, что страны Запада сознательно или бессознательно поддерживают опасные действия ФРГ, мешая всеобъемлющему урегулированию отношений, включающему закрепление границы между двумя германскими государствами. Также в финской прессе стало распространяться мнение, противоречившее официальной политике страны, о поддержке военных приготовлений стран НАТО.
Советский Союз, как было сказано в ноте, уже принял ряд эффективных мер по укреплению своей обороноспособности и безопасности своих союзников. Описанное развитие событий непосредственно затрагивает безопасность Советского Союза, равно как и Финляндии. Истинная цель ноты была раскрыта в последнем абзаце:
Принимая во внимание вышеизложенное, Советское правительство обращается к правительству Финляндии с предложением провести консультации о мерах по обеспечению обороны границ обеих стран от угрозы военного нападения со стороны Западной Германии и союзных с ней государств, как это предусмотрено Договором о дружбе, сотрудничестве и взаимной помощи между СССР и Финляндской Республикой. О дате и месте указанных переговоров можно было бы договориться дипломатическим путем.

### Первая реакция
Для политического руководства Финляндии требование проведения военных консультаций не было неожиданным. Еще летом посол Вуори в одном из докладов высказал мнение, что если Советскому Союзу не удастся помешать перевооружению Западной Германии, то он попытается всеми способами создать режим международной изоляции ФРГ. При этом будут выдвигаться требования к нейтральным странам занять четкую позицию. Командование финской армии в начале августа 1961 года предвидело дальнейшую эскалацию международного кризиса и, ожидая требований со стороны СССР провести военные консультации, подготовилось к ним.
Однако такое развитие событий шокировало широкие массы. Нота привела к тому, что общественность взволновалась из-за шаткого положения Финляндии в международной политике. Многим людям ситуация напоминала весну 1939 года, когда на фоне напряженных международных отношений Финляндия отстаивала собственные оборонные интересы. Когда тогдашние переговоры не дали желаемых результатов, Советский Союз напал на Финляндию, и началась советско-финляндская война. Ассоциации с 1939 годом усиливались тем, что в тот же день, когда была вручена нота, Советский Союз испытал чрезвычайно мощную атомную бомбу — «Царь-бомбу» — мощностью около 60 мегатонн.
С точки зрения внешней политики Финляндии, нейтралитет страны был поставлен под сомнение. Участие в военных консультациях не только создавало перспективу военного союза с СССР, но и фактически означало, что Финляндия осуждает описанные в ноте действия ФРГ. Ответственный за внешнюю политику Финляндии президент Урхо Кекконен в тот момент находился в США, куда он прибыл 16 октября. Политические переговоры, в том числе с президентом Джоном Ф. Кеннеди, были завершены до 30 октября, после чего Кекконен отправился на отдых на Гавайи. Узнав про ноту, Кекконен приказал министру иностранных дел Ахти Карьялайнену немедленно вернуться в страну. Сам же он остался в США согласно запланированной программе визита.
1 ноября в выступлении на Совете по международным делам в Лос-Анджелесе Кекконен впервые публично высказал свое отношение к ноте. Он отметил, что нота не внедряет никаких новых элементов в отношения между Финляндией и Советским Союзом. Она была лишь отражением сложных межгосударственных отношений в Европе. Кекконен заверил, что Финляндия сохранит нейтралитет и дальше, даже без помощи извне.
После возвращения в Финляндию Кекконен высказал свое видение ситуации в выступлении по радио 5 ноября. Он выразил пожелание перенести острие кризиса из военной в политическую плоскость. Что касается военной составляющей конфликта, он усомнился в реалистичности вооруженного нападения со стороны ФРГ и ее союзников, оговоренного в условиях договора. В политической плоскости он обратил внимание на признание нотой нейтрального статуса Финляндии и допустил, что нота лишь требует подтвердить продолжение до сих пор действующего нейтралитета.

### Реакция Запада
В ФРГ, которая, согласно формулировке ноты, явилась ее истинным адресатом, официальная реакция первоначально сосредоточилась на опровержении обвинений, содержащихся в ноте. Федеральное правительство особенно опасалось, что под давлением СССР Финляндия может признать ГДР или заключить с ней мирный договор. Это было бы первым признанием со стороны несоциалистической страны и поставило бы под сомнение долговечность доктрины Хальштейна. Однако канцлер Германии Конрад Аденауэр не рассматривал ноту как изолированное событие, а видел в ней часть целого ряда пропагандистских «раскатов грома» Советского Союза, направленных против Запада.
В Соединенных Штатах перед отъездом Кекконена госсекретарь Дин Раск подготовил документ с предварительной оценкой ситуации, который также был разослан ключевым союзникам. В нем говорилось, что Советский Союз преследует нотой три основные цели: закрепить свое влияние на внутреннюю политику Финляндии; ослабить стойкость скандинавских стран, создав впечатление, что ФРГ несет угрозу статус-кво на севере; а также ослабить решимость «свободного мира» и усилить давление на переговорах о статусе Берлина.
На публике США поначалу действовали осторожно, однако в то же время готовились к принятию НАТО решительных мер. 3 ноября они предложили союзникам проект официального заявления НАТО. За политическое вмешательство НАТО высказались представители ФРГ и Италии — Дания и Норвегия, с другой стороны, выступили против. На заседании Североатлантического совета 8 ноября решение было отложено. Финское правительство отреагировало на эти заигрывания резким отказом. 9 ноября Кекконен поручил послу в Париже объявить, что Финляндия расценит любое вмешательство НАТО как медвежью услугу. В итоге НАТО осталось пассивным в этом вопросе.
Соединенные Штаты, со своей стороны, предприняли несколько попыток побудить Финляндию занять непримиримую позицию по отношению к требованиям Советского Союза. Они предложили политическую и экономическую поддержку, от которой финская сторона отказалась, указав, что Финляндия должна иметь возможность самостоятельно поддерживать свои отношения с Советским Союзом.

### Разрешение кризиса
6 ноября министр иностранных дел Карьялайнен встретился с послом СССР в Финляндии Алексеем Захаровым. Карьялайнен предложил обсудить с министром иностранных дел Громыко политическую сторону ноты и отложить военные консультации на более поздний срок. Целью Кекконена и Карьялайнена было начать дискуссию с советским руководством только по важным политическим причинам и избежать обсуждения военного аспекта ноты, включая угрозу войны. 7 ноября Кекконен заявил финскому командованию, что угроза войны не является основной причиной ноты, хотя и упоминается в ней. Он приказал командованию держаться подальше от переговоров, а также запретил вводить меры бдительности в гарнизонах.
10 ноября Карьялайнен прибыл в Москву, где на следующий день он провел переговоры с министром иностранных дел Громыко. Громыко заявил, что военное руководство Советского Союза уже давно требует военных консультаций с Финляндией, однако политическое руководство страны пока отклоняет эти требования, поскольку доверяет внешнеполитическому руководству Финляндии. Карьялайнен предложил переговоры по политическим причинам, которые привели к ноте. Громыко потребовал от Финляндии быстрых политических доказательств преемственности внешнеполитической линии Финляндии, чтобы избежать военных консультаций. Карьялайнен предположил, что их сможет продемонстрировать проведение внеочередных парламентских выборов.
12 ноября Карьялайнен вернулся в Финляндию и сообщил о результатах переговоров президенту Кекконену и парламентским фракциям.
14 ноября президент Кекконен распустил парламент и назначил новые выборы на 4 февраля 1962 года.
15 ноября заместитель министра иностранных дел СССР Василий Кузнецов сообщил финскому послу Вуори, что проведения парламентских выборов недостаточно — кроме того, необходимы срочные переговоры, поскольку международная обстановка еще больше обострилась после передачи ноты: в частности, было объявлено о грядущих совместных военных учениях ФРГ и Дании.
17 ноября посол Вуори получил сообщение о том, что президенту Кекконену нужно через неделю отправиться в Новосибирск, чтобы встретиться с Никитой Хрущёвым. Вуори прибыл в Хельсинки в тот же вечер и беседовал в Тамминиеми с Кекконеном, премьер-министром Мартти Миеттуненом и Карьялайненом.
18 ноября правительство Финляндии предложило президенту Кекконену встретиться с Хрущёвым, чтобы разрешить кризис. Председатель Партии мелких земледельцев Вейкко Веннамо заявил, что поддержка Кекконена возможна.
19 ноября посол Захаров подтвердил готовность Хрущёва к встрече.
22 ноября президент Кекконен отправился на переговоры в Новосибирск. По словам Ахти Карьялайнена, атмосфера в Хельсинки была такова, что отъезд Кекконена с главного вокзала мог собрать там большие толпы людей, поющих патриотические песни, как осенью 1939 года. Это затруднило бы переговоры Кекконена, поэтому свита президента проехала на машинах из Хельсинки сначала в Ловийсу, где Кекконен встретился со своим братом Юсси Кекконеном, а затем в Луумяки, где свита села на поезд, идущий в Москву.
В тот же день представители Национальной коалиции и Шведской народной партии заявили на заседании оргкомитета Союза Хонка, что в ближайшее время покинут его.
23 ноября Кекконен вылетел из Москвы в Новосибирск. В тот же день председатель парламента от социал-демократов Карл-Август Фагерхольм в открытом письме предложил группировкам, стоящим за Хонка, воздержаться от выборов в коллегию выборщиков и вместо этого продлить срок полномочий Кекконена посредством исключительного закона.
24 ноября Кекконен и Хрущёв целый день вели переговоры в Новосибирске. Кекконен предложил Советскому Союзу отказаться от консультаций, чтобы предотвратить рост военного психоза. По мнению Кекконена, политика нейтралитета Финляндии давала Советскому Союзу достаточные гарантии безопасности. По словам Хрущёва, нота была вызвана не недоверием к Финляндии, а возросшей военной угрозой ФРГ, под контроль которой все больше переходило НАТО. Особенно Хрущёва беспокоило военное сотрудничество ФРГ с Данией и Норвегией. Он заявил, что Советский Союз полностью доверяет Кекконену и в связи с этим считает возможным пока отложить военные консультации. Хрущёв также раскритиковал действия Вяйнё Таннера и Вяйнё Лескинена и заявил, что они возрождают былое братство по оружию с Германией и работают против Советского Союза. При этом участие Хонка в президентских выборах не увязывалось с консультациями.
Вечером 24 ноября Финская народная партия объявила о выходе из Союза Хонка и призвала своих сторонников поддержать Кекконена. В тот же вечер Шведская народная партия также вышла из Союза Хонка и склонилась к решению, предложенному Фагерхольмом. В 23 часа того же вечера Олави Хонка объявил, что «во благо отечества» снимает свою кандидатуру.
25 ноября Кекконен вернулся из Новосибирска в Москву и пообедал в Кремле с Председателем Президиума Верховного Совета СССР Леонидом Брежневым.
26 ноября он вернулся в Финляндию и в 21.00 выступил с речью по радио и телевидению, в которой объявил, что Советский Союз отказался от требований консультаций. Кекконен сказал, что Советский Союз доверял политике Финляндии, но в то же время добавил, что «если мы своими действиями подорвем доверие, это наша вина».